# Dennis Prager
Dennis Prager (New York City, 2 agosto 1948) è un conduttore radiofonico, opinionista e scrittore statunitense.

## Biografia
Di origine ebraica, Dennis Prager si è laureato al Brooklin College in storia del Medio Oriente. Dopo aver frequentato alcuni corsi alla Columbia University e all'Università di Leeds, nel 1969 Prager si è recato in Unione Sovietica, assieme ad altri studenti di religione ebraica, per intervistare gli ebrei ivi residenti. Questa esperienza porta Prager ad assumere, nei successivi anni, posizioni politiche di tipo conservatrici e sioniste.
Nel 1982 è divenuto conduttore radiofonico per una emittente di Los Angeles. Nel 1985 ha lanciato la sua rivista Ultimate Issues, che nel 1996 è stata ribattezzata ribattezzata Prager Perspectives. Nel 1995 ha preso posizione contro l'Anti-Defamation League; questa associazione aveva pubblicato un dossier in cui si segnalava il problema dell'antisemitismo nella destra cristiana americana, tuttavia Prager rigettò questa posizione.
Nel 1999 Prager ha cominciato la conduzione radiofonica di un talk show a livello nazionale.
Nel 2009 Prager ha lanciato il sito web PragerU (abbreviazione di Prager University). Il giornalista ha affermato di aver creato il sito per sfidare il sistema scolastico americano e i suoi effetti moralmente ed intellettualmente dannosi, considerati da lui indottrinanti. In PragerU ci sono videoclip di circa cinque minuti dove vengono trattate questioni politiche, economiche, sociali e ambientali dallo stesso Prager e da altri intellettuali e opinionisti di orientamento conservatore. I video di PragerU sono visibili su YouTube.

## Opere
- The Nine Questions People Ask About Judaism (con Joseph Telushkin) (1986) ISBN 0-671-62261-7
- Think a Second Time (44 Essays on 44 Subjects) (1996) ISBN 0-06-098709-X
- Happiness Is a Serious Problem: A Human Nature Repair Manual (1999) ISBN 0-06-098735-9
- Why the Jews? The Reason for Antisemitism (con Joseph Telushkin) (2003) ISBN 0-7432-4620-9
- Still the Best Hope: Why the World Needs American Values to Triumph (2012) ISBN 0-06198512-0
- The Ten Commandments: Still the Best Moral Code (2015) ISBN 978-1621574170
- The Ten Commandments: Still the Best Path to Follow (2015) (for children) ISBN 9781511317092
- The Rational Bible: Exodus (2018) ISBN 9781621577720